# Julius Buths
Julius Buths (Wiesbaden, Hessen, 7 de maig de 1851 – Düsseldorf, Westfàlia, 12 de març de 1920) fou un pianista i director d'orquestra alemany.
És el fill de Maria Heckler i de l'oboista Karl Buths, membre de l'orquestra de cambra del Hoftheater de Wiesbaden.
Fou alumne distingit dels Conservatoris de Colònia, Berlín i París. Durant alguns anys va dirigir la Gesangverein de Breslau (avui Wrocław), i el 1890 fou nomenat director general de la música de Düsseldorf, on va dirigir els famosos Festivals del Baix Rin. El 1902 va ser nomenat director del conservatori recent fundat de Düsseldorf, i que conservà fins a la seva mort.